# David Rasche
David Rasche, född 7 augusti 1944 i Belleville, Illinois, är en amerikansk skådespelare.

## Utmärkelser
Rasche har vunnit två Screen Actors Guild Awards för bästa rollbesättning i en dramaserie tillsammans med den övriga ensembeln i Succession.

## Roller i urval
- 1979 – Manhattan
- 1981 – Honky Tonk Freeway - eller vart tog vägen vägen
- 1986 – Cobra
- 1986–1988 – Sledge Hammer! (TV-serie) (41 avsnitt)
- 1993 – Twenty Bucks
- 1994 – Par i hjärter (TV-film)
- 1997 – Columbo (TV-serie) (1 avsnitt)
- 2002 – Ya-Ya flickornas gudomliga hemligheter
- 2003 – Smekmånaden
- 2006 – Flags of Our Fathers
- 2006 – Hotet inifrån
- 2006 – United 93
- 2008 – Burn After Reading
- 2009 – In the Loop
- 2009–2010 – Ugly Betty (TV-serie) (10 avsnitt)
- 2012 – Men in Black III
- 2013 – Kill Your Darlings
- 2013–2017 – Veep (TV-serie) (8 avsnitt)
- 2018–2023 – Succession (TV-serie) (31 avsnitt)
- 2025 – Dying for Sex (TV-serie) (7 avsnitt)